# Billy Stewart
William Larry "Billy" Stewart, född 24 mars 1937 i Washington D.C., död 17 januari 1970 i Smithfield i North Carolina, var en amerikansk sångare och musiker (piano). Stewart hade under 1960-talet hitar på R&B-listan med låtar som "I Do Love You", "Sitting in the Park" och "Summertime". Han avled 32 år gammal i en trafikolycka, då bilen han färdades i körde ner i floden Neuse River.

## Diskografi
Album
- 1965 – I Do Love You
- 1966 – Unbelievable
- 1967 – Old Standards, New Tricks